# Joannes Cardon

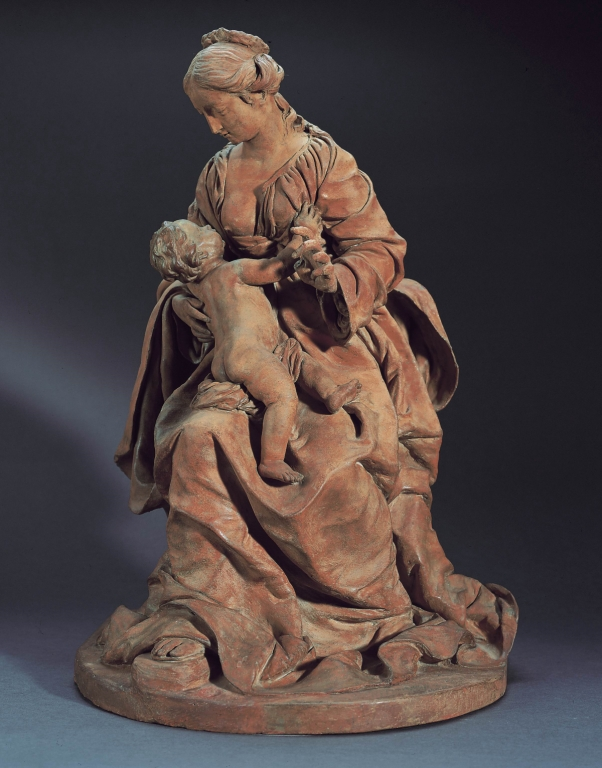
Maria zittend met haar Kind op haar schoot

Joannes Cardon (Antwerpen, 1614 - ?, 1656) was een Zuid-Nederlandse beeldhouwer uit de barokperiode. Hij is vooral bekend van zijn sculptuur Maria zittend met haar Kind op haar schoot.

## Biografie
Van het leven van Joannes Cardon is weinig bekend. De genoemde terracotta maakte hij in 1643, toen hij poorter was in Antwerpen. Drie jaar eerder werd hij lid van de plaatselijke rederijkerskamer De Violieren, een gezelschap dat banden had met de Sint-Lucasgilde. In 1643-44 was hij meester van de gilde en betaalde daarvoor zijn lidgeld. Zijn broer Servaes was ook een beeldhouwer.
Een certificatie afgeleverd in Antwerpen met als datum 6 november 1643 vermeldt hem als geboren van Douay en zoon van Jacques Cardon. Een ander document uit 1651 en gebaseerd op zijn eigen verklaring stelt dat hij toen ongeveer 48 jaar oud was. Dat jaar vervaardigde hij het koorgestoelte van de abdij van Affligem. Hij zou daarna naar Parijs zijn vertrokken. Waar hij overleed is niet bekend.
- RKD-Nederlands Instituut voor Kunstgeschiedenis: 346099
- Union List of Artist Names: 500117725
- Virtual International Authority File: 96553941